# Afdem
Afdem (Ge'ez አፍደም Afdäm) ist der Hauptort der gleichnamigen Woreda Afdem in der Shinile-Zone in der Somali-Region Äthiopiens. Nach Angaben der Zentralen Statistikagentur Äthiopiens von 2005 hatte er 2.129 Einwohner.
Der Ort entstand zwischen 1902 und 1915 als Station an der Eisenbahnstrecke von Addis Abeba nach Dschibuti. Er wurde am Fuß des 2048 Meter hohen Berges Afdem gegründet, um die Dampflokomotiven mit Wasser zu versorgen. Bahnreisende, die morgens in Dire Dawa eingestiegen waren, konnten sich in der Station von Afdem verpflegen und übernachteten in der Station am Awash. Zur Zeit der italienischen Besetzung Äthiopiens wurden die Dampflokomotiven durch Littorina-Lokomotiven ersetzt, womit sich die Reisezeit zwischen Addis Abeba und Dire Dawa von zwei Tagen auf einen Tag verkürzte. Die Züge hielten nun über Mittag am Awash, und die Station Afdem verlor folglich an Bedeutung. 1984 hatte die Ortschaft 805 Einwohner.
Administrativ gehörte Afdem zur Provinz Harerge (Hararghe) bzw. ab 1987 zu West-Harerge. Mit der Einführung der neuen Verwaltungsgliederung Äthiopiens Anfang der 1990er Jahre erhielt es seine heutige Einteilung.
In der Umgebung gibt es Konflikte zwischen den Issa-Somali und den weiter nördlich lebenden Afar. 1997 waren von 1428 Einwohnern 69,54 % Somali, 20,39 % Oromo und 7,63 % Amharen, 1,9 % gehörten anderen ethnischen Gruppen an.